# أندريه باور (سياسي)
أندريه باور (بالإنجليزية: André Bauer)‏ هو سياسي أمريكي، ولد في 20 مارس 1969 بتشارلستون في الولايات المتحدة. حزبياً، نشط في الحزب الجمهوري. وقد انتخب عضو مجلس نواب كارولاينا الجنوبية وانتخب عضو مجلس ولاية كارولاينا الجنوبية وانتخب List of lieutenant governors of South Carolina ‏.